# Acacia polhillii
Acacia polhillii är en ärtväxtart som beskrevs av Villiers och Du Puy. Acacia polhillii ingår i släktet akacior, och familjen ärtväxter. Inga underarter finns listade i Catalogue of Life.